# Bryan Robson
Pour les articles homonymes, voir Robson.
Bryan Robson est un footballeur international anglais qui évoluait au poste de milieu relayeur, désormais entraîneur, né le 11 janvier 1957 à Chester-le-Street (Angleterre).

## Biographie

### En club
C'est en 1975, à l'âge de 18 ans que Robson commence sa carrière au plus haut niveau, dans le club anglais de West Bromwich Albion. Évoluant au poste de milieu de terrain, il s'affirme rapidement comme l'un des joueurs anglais les plus prometteurs de sa génération.
Devenu capitaine de son équipe, et alors qu'il connaît ses premières sélections en équipe nationale, il fait l'objet en 1981 d'un transfert record inédit à l'époque (le plus gros transfert du championnat anglais), en direction du prestigieux club de Manchester United où il retrouve Ron Atkinson, son entraîneur de West Bromwich Albion. Son frère cadet Gary, lui aussi footballeur professionnel, signe avec West Bromwich Albion l'année de son départ.
À une période où Liverpool domine le football britannique et européen, Second du championnat en 1989 et en 1991-92, où il porte son équipe au plus haut niveau. Manchester peine à se faire une place au soleil malgré un quart de finale remporté 3 à 0 à Old Trafford contre le Barcelone de Diego Maradona (deux buts de Robson, qui est porté en triomphe par les supporters). Cependant, à la suite d'une blessure, Robson ne pourra disputer la demi-finale face à la Juventus de Turin. Mais les Mancuniens remportent quand même la FA Cup en 1983 (contre Brighton and Hove Albion, grâce notamment à deux buts de Robson) puis en 1985 (face à Everton). Robson est le seul capitaine de la même équipe, à avoir remporté trois FA Cup en tant que 
L'arrivée fin 1986 d'Alex Ferguson à la tête du club est dans un premier temps loin de donner les résultats escomptés. Mais à partir de 1990, les résultats s'emballent. Robson remporte avec Manchester une troisième Coupe d'Angleterre, puis en 1991 il donne les deux buts à Steve Bruce et Mark Hughes dans la finale victorieuse de la Coupe d'Europe des vainqueurs de coupes contre Barcelone (deux passes décisives, dont un coup franc).
Puis, pour Robson, la consécration arrive enfin en 1993, avec son premier titre de champion d'Angleterre. Mais âgé de 36 ans et blessé longuement au dos, Robson n'est plus que remplaçant dans une équipe désormais emmenée par les Keane, Ince et Cantona.
En 1994, après un deuxième titre de champion et près de 13 saisons passées sous le maillot des Red Devils, Robson part rejoindre le club de Middlesbrough en deuxième division pour y occuper un poste de joueur-entraîneur. En 1997, après trois saisons marquées par deux montées et une relégation, Robson les amène en finale de la FA Cup et de la ligue. Middlesbrough perdra ses deux finales face à Chelsea et à Leicester. Robson prend sa retraite en tant que joueur en 2001. Il a été le manager de Middlesbrough (1994-2001), Bradford City (2003-2004), West Bromwich Albion (2004-2006), Sheffield United (2007-2008), puis en Thaïlande et également manager-adjoint de la sélection nationale anglaise en 1994. Il est désormais ambassadeur pour Manchester United.

### En sélection nationale
Après avoir connu les sélections de jeune, il intègre l'équipe d'Angleterre en 1980 et devient l'un des titulaires de la sélection à l'occasion de la Coupe du monde 1982. Lors de cette compétition, Robson se met en évidence dès le premier match à Bilbao contre la France en inscrivant deux buts, dont le premier au bout de seulement 27 secondes de jeu (face à la France, l'Angleterre bat la France 3 à 1 dont deux buts de Robson), un record qui n'a été battu qu'en 2002.
Rapidement intronisé capitaine, Robson connaît pourtant les heures sombres de l'équipe nationale anglaise. À la non-qualification pour l'Euro 1984 succèdent en effet la douloureuse élimination contre l'Argentine de Diego Maradona en quart de finale du Mondial 1986 (match auquel Robson ne participe pas en raison d'une blessure récurrente à l'épaule) puis la catastrophique prestation à l'Euro 1988 (3 matches, 3 défaites). L'Angleterre est de retour au plus haut niveau en 1990 pour la Coupe du monde en Italie, mais une nouvelle grave blessure dès le premier tour (au second match) fait manquer à Robson la belle épopée de son équipe (Gascoigne, Waddle...), qui atteint les demi-finales du tournoi, uniquement éliminée aux tirs au but par la RFA, future vainqueur.
Cette troisième Coupe du monde sera le dernier tournoi majeur de Robson. Malgré un brillant retour en sélection nationale, il est écarté du groupe ainsi que Wadlle par le nouveau sélectionneur national Graham Taylor. À la suite de ce désaveu, il annonce sa retraite internationale. Durant sa carrière Cap'tain Marveil dont la pugnacité et l'abnégation sont légendaires, Bryan Robson aura connu 24 blessures (épaule, talon d'achille, cheville...).

## Palmarès

### En club
- Vainqueur de la Coupe d'Europe des Vainqueurs de Coupe en  1991 avec Manchester United
- Champion d'Angleterre en 1993 et en 1994 avec Manchester United
- Vainqueur de la FA Cup en 1983, 1985 et en 1990 avec Manchester United

### Enéquipe d'Angleterre
- 90 sélections et 26 buts entre 1980 et 1991
- Participation à la Coupe du Monde en 1982 (Deuxième Tour), en 1986 (1/4 de finaliste) et en 1990 (4e)
- Participation au Championnat d'Europe des Nations en 1988 (Premier Tour)